# Mi spendo tutto
Mi spendo tutto è l'undicesimo album della cantante Raffaella Carrà, pubblicato nel 1980 dall'etichetta discografica CBS Italiana e distribuito dalle Messaggerie Musicali di Milano.

## Il disco
Nel 1990 è stato ristampato in tutti i formati e per la prima volta in CD, senza alcuna rimasterizzazione (CBS 466415).
Nel gennaio 2020, in occasione del 40º anniversario dalla sua prima pubblicazione, in Italia è stata ristampata una versione Picture disc dell'LP (RCA 19439707261), che nella prima settimana ha conquistato il 4º posto nella classifica dei vinili più venduti.
L'album pubblicato qualche mese prima della trasmissione televisiva Millemilioni, contiene le sigle iniziale Mi spendo tutto e finale Io non vivo senza te del programma, incluse anche nel secondo singolo estratto.
Entrambi i video sono disponibili sul DVD nel cofanetto Raffica Carrà del 2007.
Il primo singolo, che ha anticipato l'album, contiene la hit Pedro, uno dei brani più conosciuti della cantante.
Il brano Ratataplan è una versione cantata del tema del film omonimo diretto da Maurizio Nichetti.
Dal 16 giugno 2023 è disponibile su tutte le piattaforme digitali tra cui Spotify. Il 12 luglio 2024, l'album è uscito in CD insieme ad un 45 giri contenente la versione italiana e spagnola di Pedro, e il 2 Agosto è uscito un vinile colorato beige.

## Versioni internazionali
In Argentina, Uruguay e Perù il disco è stato pubblicato con il titolo ¡Bárbara!, perché la maggior parte delle tracce era inclusa nella colonna sonora del film omonimo distribuito solo in quei paesi, con le canzoni tradotte in spagnolo e l'omissione del brano Ratataplan.
Nel resto del mondo è stato distribuito con il titolo Latino: in Turchia, Canada e Paesi Bassi mantenendo le tracce in italiano; negli altri paesi (Costa Rica, Colombia, Spagna, Venezuela, Ecuador, Messico e Russia) con i brani tradotti in spagnolo. La versione per la Bolivia è l'unica ad avere anche un artwork differente e le tracce in spagnolo.
Negli Stati Uniti è stata pubblicata la versione in spagnolo col titolo Latino.
- 1980 - Latino (CBS S 84245, Spagna)[9][10][11]
- Lato A: 1. Pedro (spanish version), 2. Mañana (Domani), 3. Life Is Only Rock'n'Roll, 4. Que Día (Uno, due, tre), 5. Que Loca Estoy (Mi spendo tutto)
- Lato B: 1. Latino (spanish version), 2. Yo no sé vivir sin ti (Io non vivo senza te), 3. In the City, 4. Buen Amor (Amicoamante), 5. Maria Marì (spanish version)
- Testi in spagnolo di Luis Gómez Escolar, tranne Maria Marì di Manolo Diaz.

## Tracce
Edizioni musicali Anteprima Music (tranne Ratataplan).
Lato A
1. Pedro – 3:22 (testo: Gianni Boncompagni – musica: Gianni Boncompagni, Paolo Ormi, Franco Bracardi)
2. Domani – 3:28 (testo: Gianni Belfiore – musica: Franco Bracardi)
3. Life Is Only Rock'n'Roll – 2:49 (testo: P. Fin[13] – musica: Gianni Boncompagni, Paolo Ormi)
4. Uno, due, tre – 3:07 (testo: Gianni Boncompagni – musica: Gianni Boncompagni, Paolo Ormi, Franco Bracardi)
5. Mi spendo tutto – 3:33 (testo: Gianni Belfiore – musica: Gianni Boncompagni, Paolo Ormi)
6. In the City – 2:50 (testo: P. Fin, Gianni Boncompagni – musica: Gianni Boncompagni, Paolo Ormi)

Lato B
1. Latino – 3:26 (testo: Gianni Belfiore – musica: Gianni Boncompagni, Paolo Ormi)
2. Io non vivo senza te – 3:27 (testo: Gianni Belfiore – musica: Gianni Boncompagni, Paolo Ormi)
3. Ratataplan – 3:57 (testo: Gianni Belfiore, Gianni Boncompagni – musica: Mariano Detto; edizioni musicali CAM)
4. Amicoamante – 2:56 (testo: Gianni Belfiore – musica: Franco Bracardi)
5. Maria Marì – 5:25 (testo: Gianni Boncompagni, Gianni Belfiore – musica: Gianni Boncompagni, Paolo Ormi)